# Canaletto
Giovanni Antonio Canal
(28 tháng 10 năm 1697 - 19 tháng 4 năm 1768), được biết đến với nghệ danh Canaletto (tiếng Ý: [kanaˈletto]), 
là một họa sĩ người Ý vẽ tranh phong cảnh, hoặc vedute, của Venice. Canaletto cũng là người chuyên in tranh khắc gỗ. 
Ông là con trai của họa sĩ Bernardo Canal, ông đến thăm nước Anh giữa 1746-1756 và ông nổi tiếng với tranh vẽ cảnh quan đô thị của thành Venice. Ông rất nổi tiếng với những cảnh trong tranh vẽ, thường gắn liền với "quan điểm gợi cảm của thành phố". The Stonemason´s Yard là tác phẩm hay nhất của ông vào khoảng năm 1725 và đã được bởi Sir George Beaumont trình diễn năm 1823/8.
Canaletto, cùng với Giambattista Pittoni, Giovan Battista Tiepolo, Giovan Battista Piazzetta, Giuseppe Maria Crespi và Francesco Guardi tạo thành nhóm các họa sĩ bậc thầy cũ của Venice.

## Tác phẩm

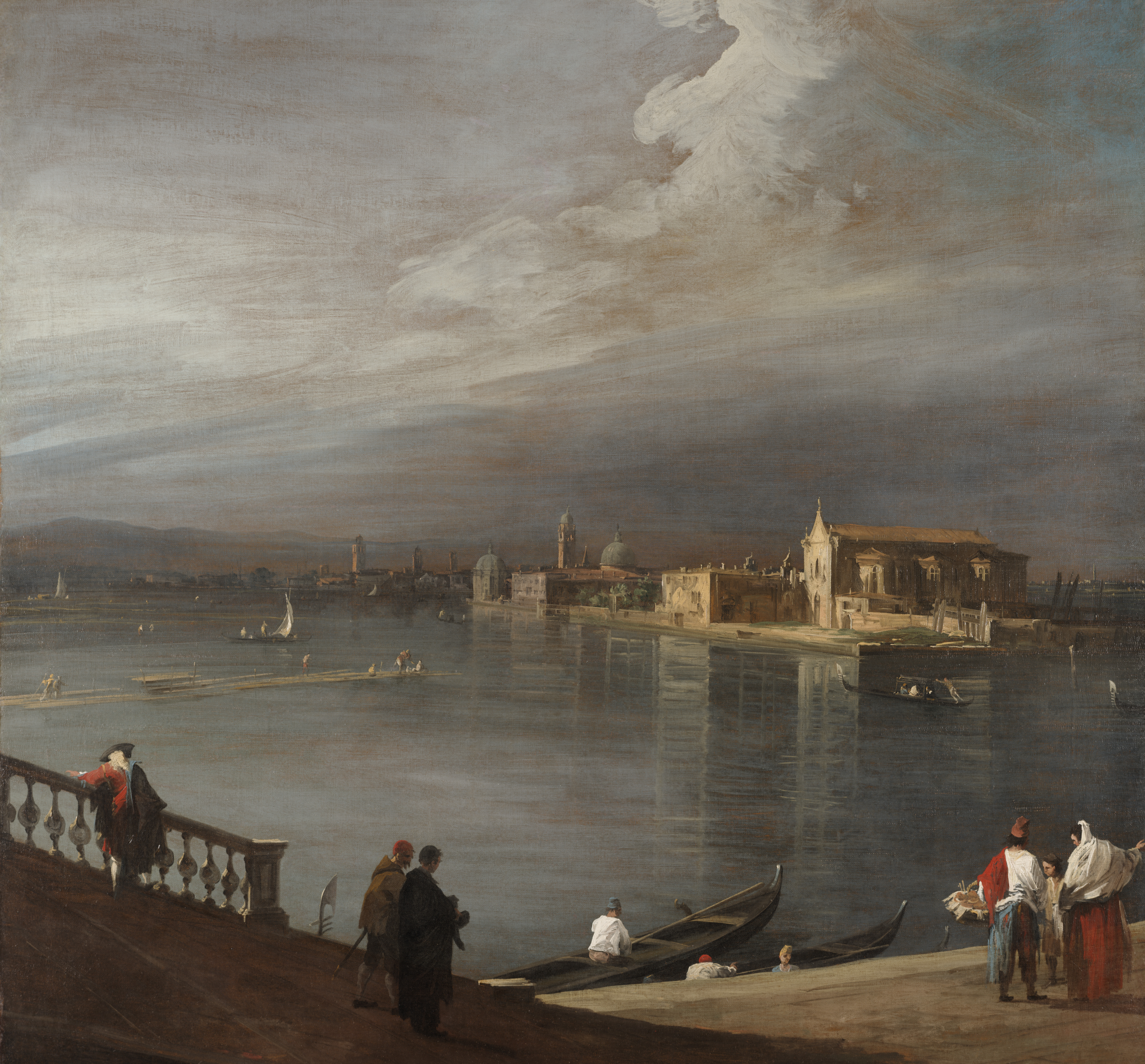
San Cristoforo, San Michele et Murono depuis Fondamenta Nuove (1722-1723) Dallas Museum of Art

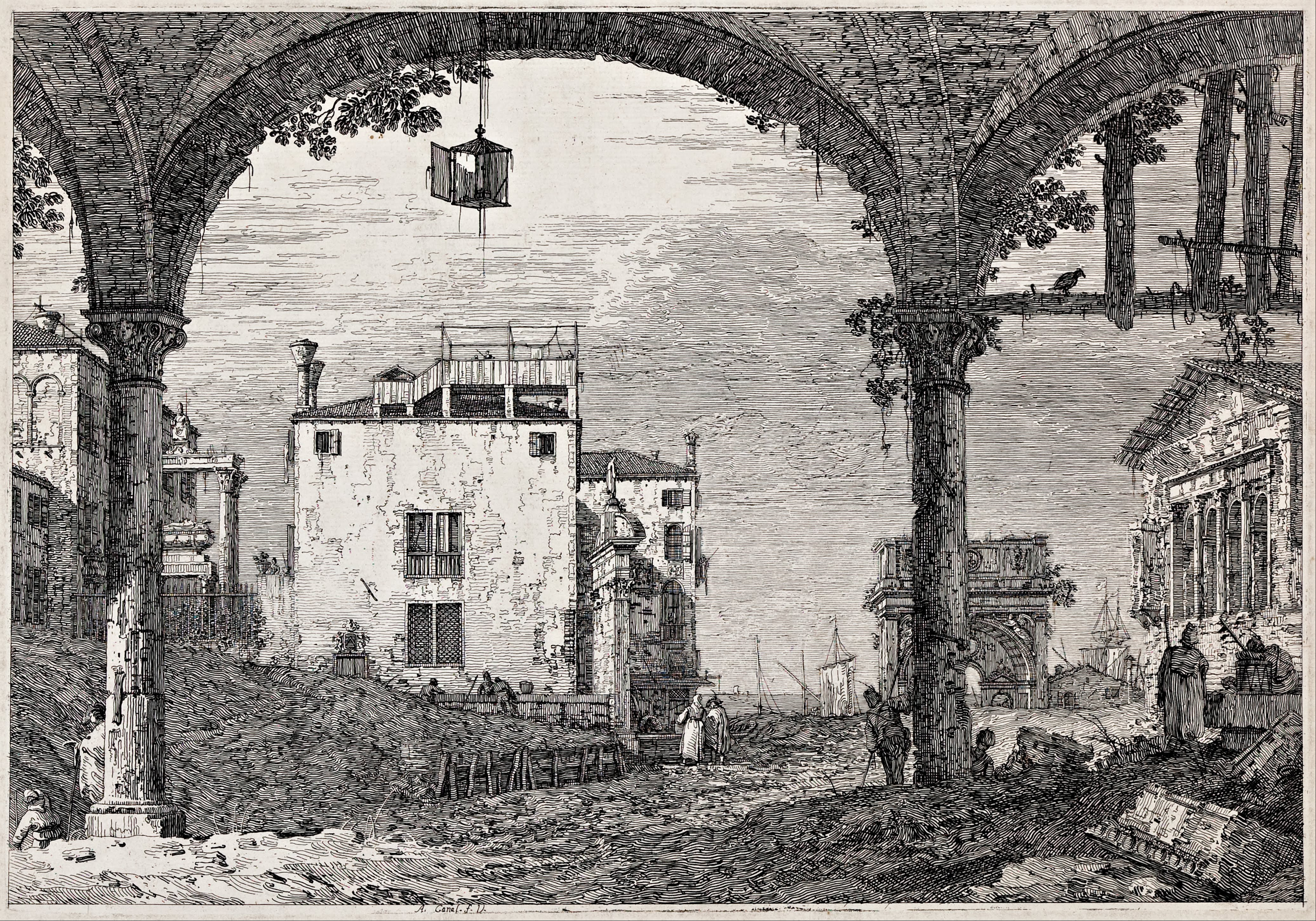
The portico with a lantern, from the series 'Vedute', c. 1740–44, tranh giấy khắc gỗ

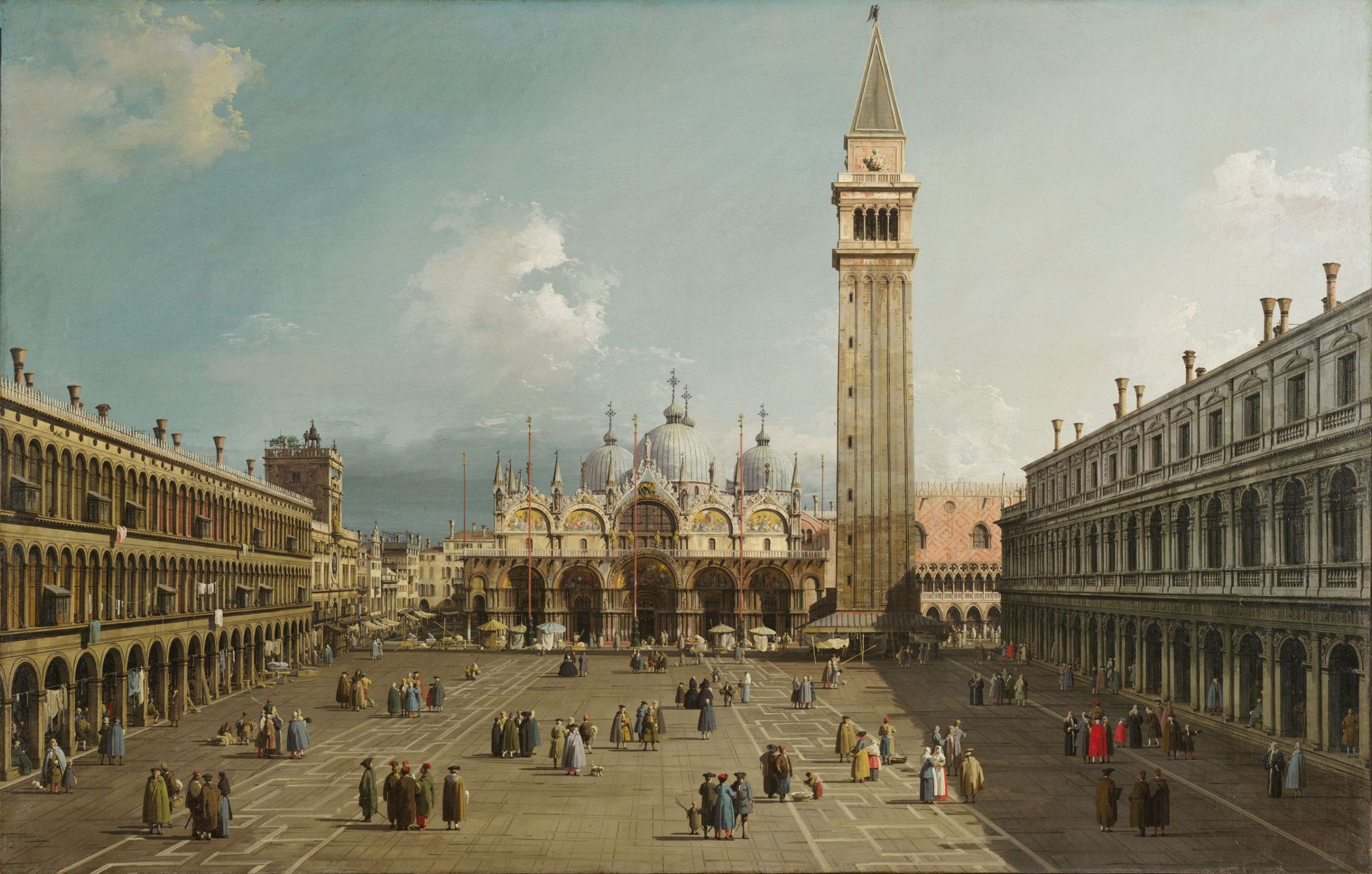
Piazza San Marco, Venice, c. 1730–1735 hiện tại đang được lưu trữ tại Fogg Museum ở Cambridge, Massachusetts.